# 스텡킬
스텡킬(스웨덴어: Stenkil, 고대 노르드어: Steinkell, 생년 미상 ~ 1066년)은 스웨덴의 국왕(재위: 1060년 ~ 1066년)이다. 스텡킬가 출신이다.

## 생애
아이슬란드의 사가인 《헤르보르와 헤이드레크의 사가》에 따르면 스텡킬은 베스테르예틀란드(Västergötland)의 랑발드 울프손(Ragnvald Ulfsson) 백작의 아들이라고 한다.
1060년 에문드 노왕의 뒤를 이어 스웨덴의 국왕으로 즉위했으며 스텡킬가 출신의 최초의 군주가 되었다. 스웨덴의 기독교 전래를 지지했고 브레멘 대주교와 협력 관계를 수립했다.
에문드 노왕의 딸인 잉아모데르 에문스도테르(Ingamoder Emundsdotter)와 결혼했으며 슬하에 아들 할스텐, 호칸 뢰데(붉은 호칸), 잉에 1세 국왕을 낳았다. 전설에 따르면 스텡킬의 시신은 베스테르예틀란드의 레베네(Levene) 인근에 있던 왕실의 언덕에 매장되었다고 한다.
| 전임 에문드 노왕 | 스웨덴의 국왕 1060년 ~ 1066년 | 후임 에리크와 에리크 |